# Cratere di Rochechouart-Chassenon
Il cratere di Rochechouart-Chassenon è un cratere da impatto che interessa i territori di Rochechouart (dipartimento dell'Alta Vienne) e di Chassenon (dipartimento della Charente) nella regione della Nuova Aquitania, in Francia.
È stato originato dall'impatto di un asteroide caduto circa 206 milioni di anni fa, ovvero circa 5,6 milioni di anni prima del passaggio dal periodo Triassico e il periodo Giurassico nel Mesozoico. Questa datazione invalida le conclusioni di precedenti studi. che consideravano la caduta di questo asteroide contemporanea all'estinzione di massa del Triassico-Giurassico.
L'asteroide, di circa 1,5 km di diametro, cadde sulla Terra ad una velocità di circa 20 km al secondo nella località detta la Judie, nel comune di Pressignac (dipartimento della Charente), lasciando un cratere di circa 21 km di diametro e distruggendo ogni cosa per un raggio di circa 100 km. I frammenti da impatto (Ejecta) e le ceneri ricaddero a più di 450 km di distanza. L'impatto modificò le rocce del sottosuolo per più di 5 km di profondità.
In seguito l'erosione cancellò completamente ogni traccia di rilievo e solo la leggera deviazione verso sud del fiume Vienne  nel territorio del comune di Chassenon potrebbe essere attribuita alle conseguenze dell'impatto. Invece il sottosuolo conserva rocce fratturate, fuse, e movimentate, denominate brecce, utilizzate nell'edilizia locale.

## Storia della scoperta
L'origine delle rocce nel sottosuolo della regione fu oggetto di ipotesi e studi sin dalla loro prima descrizione, alla fine del Settecento. L'esistenza di un cratere di impatto fu suggerita nel 1967 e poi ipotizzata ufficialmente nel 1969.